# Luis Alberto Acuña
Luis Alberto Acuña (ur. 1904 w Suáita, zm. w 1994) – kolumbijski malarz, rzeźbiarz i historyk.
Autor dzieł naturalistycznych, realistycznych (obrazów i rzeźb), poruszających na ogół tematykę narodową Meksyku (Złote miasto). Działał w kilku państwach - w Paryżu we Francji i w Madrycie w Hiszpanii w latach 1924-1930 oraz w Meksyku w latach 1938-1942. Podróżował też po Włoszech i Niemczech. Uczestniczył w wielu konkursach i wystawach.